# Ад-Духа
Ад-Духа (араб. الضحى — Утро) — девяносто третья сура Корана. Сура мекканская.  Состоит из 11 аятов.

## Содержание
Сура начинается с двух клятв: с клятвы временем активности и временем спокойствия и тишины в том, что Аллах не покинул своего посланника, а уготовил для него из достоинства и благодеяний в будущей жизни лучше, чем одаривает его в этой жизни. И события, происходившие ранее, предвещают события, которые произойдут позже. Далее аяты призывают почитать сирот, не гнать просящего подаяния и возвещать людям о милостях Аллаха и его благоволении.

Клянусь утром! ۝ Клянусь ночью, когда она успокаивается (или покрывается мраком)! ۝ Не покинул тебя твой Господь и не возненавидел. ۝ Воистину, будущее для тебя лучше, чем настоящее. ۝ Господь твой непременно одарит тебя, и ты будешь удовлетворён. ۝ Разве Он не нашёл тебя сиротой и не дал тебе приют? ۝ Он нашёл тебя заблудшим и повёл прямым путём. ۝ Он нашёл тебя бедным и обогатил. ۝ Посему не притесняй сироту! ۝ И не гони просящего! ۝ И возвещай о милости своего Господа.—  93:1—11 (Кулиев)